# Pukkisaari (ö i Mellersta Finland, Jämsä, lat 61,48, long 25,09)
Pukkisaari är en ö i Finland. Den ligger i sjön Lummenne och i kommunen Kuhmois i landskapet Mellersta Finland, i den södra delen av landet, 150 km norr om huvudstaden Helsingfors. Öns area är 8,5 hektar och dess största längd är 470 meter i sydöst-nordvästlig riktning.